# General Grant National Memorial
Il General Grant National Memorial (spesso indicato con Grant's Tomb, in italiano Tomba di Grant) è un edificio di New York che ospita la tomba del generale Ulysses Grant, diciottesimo presidente degli Stati Uniti d'America, situato in Riverside Drive, nel quartiere di Morningside Heights, Manhattan.

## Storia e descrizione
Alla morte di Ulysses Grant nel 1885, vennero diffuse le sue ultime volontà di essere sepolto a New York; fu indetto nel 1888 un concorso per disegnare il memoriale dell'ex presidente. Dopo una prima votazione, vinse il progetto dell'architetto John Duncan, che aveva già esperienza nella realizzazione di opere simili: suo è infatti il Soldiers and Sailors Memorial Arch a Brooklyn.
Il progetto si ispirò alla tomba di Napoleone, a sua volta ispirata alle presunte fattezze del mausoleo di Alicarnasso: il progetto prevedeva la realizzazione di quattro facciate identiche in stile neogreco, dominate da un pronao esastilo in stile dorico; il primo ordine dell'edificio è sormontato da un secondo ordine composto da un tempio a pianta circolare scandito da colonne ioniche.
All'interno, oltre alla tomba del generale Grant nello spazio principale, è sepolta anche la moglie Julia; sono inoltre presenti decorazioni di mosaici e soffitto a cassettoni.